# Krasimira Gyurova
Krasimira Gyurova (cirílico:Красимира Гюрова) (Sófia, 12 de março de 1952 - Sófia,30 de março de 2011 ) foi uma basquetebolista búlgara que conquistou a Medalha de Prata disputada nos XXI Jogos Olímpicos de Verão realizados em 1976 em Montreal, Canadá.